# بندیکتو گودوی
بندیکتو گودوی (اسپانیایی: Benedicto Godoy‎؛ زادهٔ ۲۸ ژوئیهٔ ۱۹۲۴) بازیکن فوتبال اهل بولیوی بود.
وی همچنین در تیم ملی فوتبال بولیوی بازی کرده‌است.